# 시마바라만

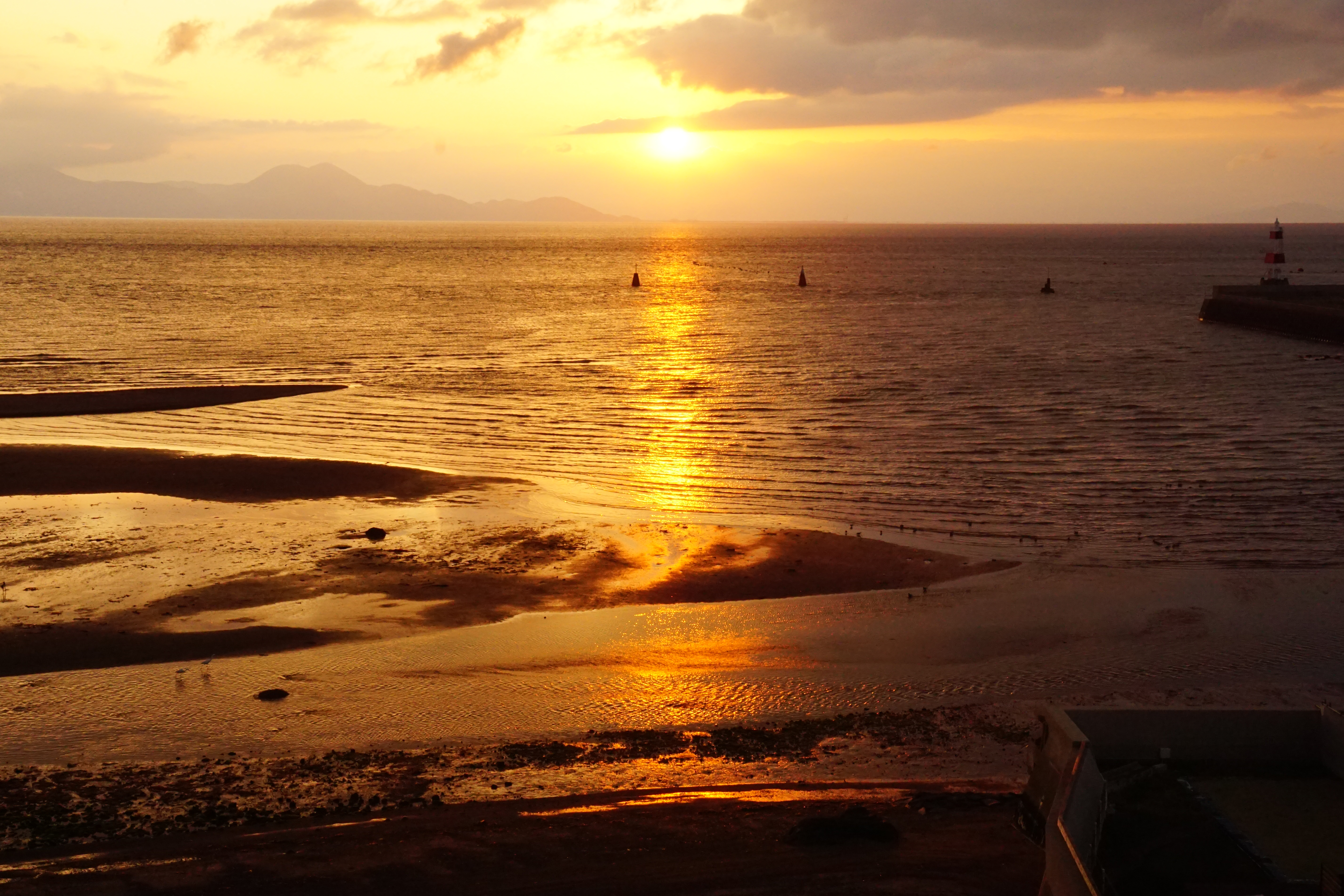
시마바라만 전경이며, 위치는 시마바라항 근처이다.

시마바라만(島原湾 시마바라완[*])은 아리아케해의 내부 입구를 중심으로 형성된 만이다.

## 주요 반도
- 시마바라반도
- 우토반도(일본어판)

## 주요 도서
- 유섬
- 가미시마섬 (아마쿠사 제도)(일본어판)
- 시모시마섬 (아마쿠사 제도)(일본어판)
- 오야노섬(일본어판)
- 다와레섬(일본어판)
- 나가우라섬

## 근처 항구
- 구마모토항
- 시마바라항
- 미즈미항
- 혼도항